# ناحیه لی، شهرستان براون، ایلینوی
ناحیه لی، شهرستان براون، ایلینوی (به انگلیسی: Lee Township) یک منطقهٔ مسکونی در ایالات متحده آمریکا است که در شهرستان براون، ایلینوی واقع شده‌است. ناحیه لی ۳۲۶ نفر جمعیت دارد و ۲۲۲ متر بالاتر از سطح دریا واقع شده‌است.